# Carbonills
Carbonills es una entidad de población española del municipio de Albañá, perteneciente a la provincia de Gerona, en la comunidad autónoma de Cataluña.

## Toponimia
El lugar puede aparecer referido con las grafías «Carbonills» y «Carbonils».

## Historia
Fue municipio hasta que se extinguió de cara al censo de 1857 y el término pasó a formar parte del de Albañá. Hacia mediados del siglo XIX, el lugar tenía contabilizada una población de 34 habitantes. Aparece descrito en el quinto volumen del Diccionario geográfico-estadístico-histórico de España y sus posesiones de Ultramar de Pascual Madoz con las siguientes palabras:

CARBONILS: ald. en la prov. y dióc. de Gerona (7 leg.), part. jud. de Figueras (4). aud. terr. y c. g. de Barcelona (20), ayunt. de Albaña: sit. en terreno quebrado y montañoso, rodeada de malezas y de precipicios cubiertos de espesos bosques; le combaten los vientos del N. y O., que hacen su clima frio pero sano. Consta de 4 casas y una igl. parr. (San Felix), aneja de la del l. de Orts; tiene 4 fuentes de buenas aguas para el surtido del vecindario. El térm. confina N. la montaña del Tan (1/2 leg.); E. San Juan de Bausols (1); S. Orts y Albaña, y O. Los Viars, á igual dist. Dentro de este radio se hallan varias fuentes de aguas ferruginosas y comunes; canteras de piedra de yeso que no se esplotan por la dificultad que para su conducion á otros puntos ofrece el terreno áspero y escabroso, aunque de mediana calidad, el cual contiene minas de carbon de piedra, de donde se cree procede la etimologia del nombre de Carbonils: en su parte N. está la referida y elevada montaña de Ntra. Sra. del Tan, en cuya cúspide hay una ermita bajo esta invocacion; abunda de bosques arbolados que dan leña para el combustible. Los caminos son de herradura, se hallan en mal estado y dirigen á los pueblos limitrofes y la vecino reino de Francia. El correo lo recogen los interesados de la adm. de Figueras. prod.: trigo, panizo, patatas, fajol; cria ganado y caza de todas especies. ind.: la fabricacion de carbon. pobl.: 5 vec., 34 alm. cap. prod.: 412,800. imp.: 10,320.
(Madoz, 1846, p. 543)

En 2023, la entidad singular de población tenía empadronados cinco habitantes.